# Jun. K
Ким Мин Джун (кор. 김민준?, 金閔俊?, англ. Kim Minjun; род. 15 января 1988, Тэгу, Южная Корея) — южнокорейский певец и композитор, продюсер, рэпер и актёр, известен под сценическим именем «Jun. K». Является ведущим вокалистом в 2PM.

## Биография
Первоначальным прозвищем было Джунсу, которое он получил 7 октября 2012 года. После, ему пришлось поменять свое имя на Мин Джун, но сценическое имя останется прежним. Помимо групповой деятельности, Jun.K выпустил два цифровых сингла, один из которых проигрывался в Корее, а другой в Японии, также оба из них заняли второе место в Oricon Weekly Albums Chart. Его японский соло-альбом «Love Letter» в продажах достиг первого места на Billboard Japan «Top» и «Hot». Дебют его корейского соло-альбома «Mr. NO♡» был осуществлен на Billboard World Albums chart. Третий японский альбом «No Shadow» занял второе место на Billboard Japan «Top» и «Hot» в продажах.

## Ранние годы
Ким Мин Джун родился в Тэгу, Республика Корея. Он учился в DongA School For The Arts в одном из основных отделов вещания / развлечения. До пения, Джису участвовал в различных школьных постановках, а также в конкурсах по написанию песен. Позже он поступил в Kyunghee University's Media Information Graduate School.
На своем первом прослушивании в YG Entertainment он подружился с G-Dragon и Тхэян-ом. Он был принят в оба агентства: YG Entertainment и JYP Entertainment, и в конечном итоге подписал с последним. Он так и остался близкими друзьями с обоими членами Big Bang.

## Карьера

### 2008—2010: Дебют с 2РМ и сольная деятельность
Jun. K был выбран, как ведущим вокалист группы. Официальный дебют 2РМ состоялся 4 сентября 2008 года.
Во время фан-митинга в 2009, Мин Джун представил свое произведение «Hot» (его первое соло). Эта песня позже была записана со всеми мемберами группы и была включена в их студийный альбом Hands Up (2011). В 2010 он начал работать вместе с Джон Уком над треком «Tok Tok Tok», который выпустился в августе. Также Jun. K работал с San E над песней «B.U.B.U.» (сокращение «Break Up Back Up»), которое выпустилось в сентябре, в октябре была выпущена песня «Let’s Go».

### 2011—2013: Сольный дебют и музыкальная роль
В интервью с «The Star» 2014 года, Jun. K рассказал, что Oricon — главный редактор, сказал, что Love & Hate среди остальных являлся альбомом номер 1, который был выпущен в Японии, позже он выразил свою благодарность: «Когда я услышал это, мне стало гораздо легче. Я действительно работал усердно, без отдыха, с декабря прошлого года. Я выложился на все 100 и я действительно благодарен всем, кто помогал мне достичь подобных результатом, и всем, кто поздравил меня.».
Концертный тур Мин Джуна с «Love & Hate» вошёл в топ 10 альбомов Японии в «Ranking Box». Главный редактор альбома сказал: «В основном в этом году я слушал альбом Jun. K — и Love & Hate, который выпустился в мае. Он артист, который имеет выдающиеся способность певца и композитора, внушительный тон голоса, музыкальный талант. Его сольный живой концерт был богат не только лирической музыкой, но и выразительностью.».
11 июня 2014 года Jun.K выпустил корейскую версию «No Love». Другой альбом из японского EP, названная «Mr. Doctor», проигрывалась на радио HOT 97 диджеем LEAD два раза, 2014 и в 2015 годах.
25 ноября 2015 года был выпущен второй сольный альбом под названием «Love Letter» быстро заняло 1 песто на Oricon daily album charts и apan’s Billboard charts в топе продаж.
30 декабря 2015 года была выпущена корейская версия «Love Letter».
В июле 2016 Jun.K объявил, что собирается выпустить корейскую версию «Mr. NO♡», цифровую 9 августа, а физически 11-го. 8 августа он был на шоу-кейс до выпуска альбома. Шоу кейс транслировался по Naver’s V app.
14 декабря 2016 года был выпущен третий японский альбом «No Shadow», который занял первое место на Oricon daily album charts, второе на Oricon weekly album charts и Japan’s Billboard charts как топовый и горячий альбом в продажах.

## Личная жизнь
Jun.К свободно говорит на корейском, английском и разговорном японском. В его хобби входят: написание песен, мода, коллекционирование аксессуаров и обуви. Его специальность: пение и написание песен.
Он показал свои 70 наград с начальной по старшую школу, связанные с написанием эссе и сочинений по прочтенным книгам. «Когда я был молод, я читал много книг. Моя мама писательница. Она помогала мне писать подобные сочинения.».
Его вера исповедания: Буддизм. 24 февраля 2011 года на программе «Performing Arts» в Dong-Ah Institute of Media and Arts он признался в этом, и начал свой новый семестр, как студент четвёртого курса.
12 октября 2012 года он объявил, что по семейным обстоятельствам ему необходимо сменить свое имя с Ким Джи Су, на Ким Мин Джун, легально. В интервью 2014 года с Starcast он обсуждал это: "Люди все еще продолжают оставлять негативные комментарии по поводу изменения имени. Это имя мне когда-то хотел дать отец, но он умер, так и не назвав меня. Я говорил со своей мамой на эту тему на протяжении 8 месяцев. Я постоянно об этом думал и чувствовал себя плохо до смены имени.

## Дискография

### Корейский
Студийные EPs
| Название | Детали Альбома                | Позиции в Чартах | Позиции в Чартах | Позиции в Чартах | Продажи                     |
| Название | Детали Альбома                | KOR              | JPN              | US World         | Продажи                     |
| -------- | ----------------------------- | ---------------- | ---------------- | ---------------- | --------------------------- |
| Mr. NO♡  | Выпущено 9 августа 2016 г.    | 5                | 9                | 9                | - KOR: 25,700+ - JPN: 4,921 |
| Mr. NO♡  | Лейбл: JYP Entertainment      | 5                | 9                | 9                | - KOR: 25,700+ - JPN: 4,921 |
| Mr. NO♡  | Форматы: CD, Digital download | 5                | 9                | 9                | - KOR: 25,700+ - JPN: 4,921 |

Синглы
| Название          | Год  | Позиции в Чартах | Продажи     | Альбом  |
| Название          | Год  | KOR              | Продажи     | Альбом  |
| ----------------- | ---- | ---------------- | ----------- | ------- |
| «Alive»           | 2012 | -                | -           | -       |
| «No Love»         | 2014 | -                | -           | -       |
| «LOVE LETTER»     | 2015 | 354              | -           | -       |
| «Think About You» | 2016 | 124              | KOR: 9,696+ | Mr. NO♡ |

### Японский
EPs
| Название      | Детали Альбома               | Позиции в Чартах | Позиции в Чартах | Позиции в Чартах | Продажи |
| Название      | Детали Альбома               | KOR              | JPN              | US World         | Продажи |
| ------------- | ---------------------------- | ---------------- | ---------------- | ---------------- | ------- |
| «Love & Hate» | Выпущен 14 мая 2014 г.       | -                | 2                | -                | 45,707+ |
| «Love & Hate» | Лейбл: Epic Records Japan    | -                | 2                | -                | 45,707+ |
| «Love & Hate» | Формат: CD, Digital download | -                | 2                | -                | 45,707+ |
| «Love Letter» | Выпущен 25 ноября 2015 г.    | -                | 2                | -                | 36,241  |
| «Love Letter» | Лейбл: Epic Records Japan    | -                | 2                | -                | 36,241  |
| «Love Letter» | Формат: CD, Digital download | -                | 2                | -                | 36,241  |
| «No Shadow»   | Выпущен 14 декабря 2016 г.   | Скоро            | Скоро            | Скоро            | Скоро   |
| «No Shadow»   | Лейбл: Epic Records Japan    | Скоро            | Скоро            | Скоро            | Скоро   |
| «No Shadow»   | Формат: CD, Digital download | Скоро            | Скоро            | Скоро            | Скоро   |

### Саундтрек выступления и совместные работы
| Год  | Альбом                | Название                                                           | Артист                                             |
| ---- | --------------------- | ------------------------------------------------------------------ | -------------------------------------------------- |
| 2010 | Non-album single      | «Tok Tok Tok» (뚝뚝뚝; Ttukttukttuk)                               | Jun. K & Jung Woo                                  |
| 2010 | Everybody Ready?      | «B.U.B.U.» (featuring Jun. K)                                      | San E                                              |
| 2010 | Non-album single      | «Let’s Go» (2010 G-20 Seoul summit song)                           | List of Artists                                    |
| 2010 | Non-album single      | «Music» (2010 MAMA theme song)                                     | Jun. K, Narsha, JeA, 8Eight, Supreme Team, Boohwal |
| 2011 | Rainy Days            | «Rainy Days» (featuring Jun. K)                                    | One Way                                            |
| 2011 | Watch                 | «Sunshine» (with Jun. K)                                           | Kan Mi-youn                                        |
| 2011 | Woman                 | «Count 3» (featuring Jun. K)                                       | Double                                             |
| 2011 | Dream High OST        | «Don’t Go» (가지마; Gajima)                                        | with Lim Jeong-hee                                 |
| 2012 | 23, Male, Single      | «DJ Got Me Goin' Crazy» (featuring Jun. K)                         | Jang Wooyoung                                      |
| 2012 | I’m Baek              | «Always» (featuring Jun. K)                                        | Baek A-yeon                                        |
| 2012 | I Love Lee Tae-ri OST | «Love… Goodbye» (사랑… 안녕; Sarang… Annyeong)                     |                                                    |
| 2014 | Non-album single      | «Just As It Is» (있는 그대로; Issneun Geudaero) (featuring Jun. K) | Lel                                                |
| 2014 | Red Carpet OST        | «Come Back»                                                        |                                                    |
| 2015 | Once in a Lifetime    | «Everytime Everyday» (featuring Jun. K)                            | Kim Johan                                          |
| 2015 | Non-album single      | «Chameleon» (featuring Jun. K)                                     | SIMON                                              |
| 2016 | DSMN                  | «HYPER» (featuring Jun. K)                                         | Lee Junho                                          |

### Написание песен и сочинение мелодии
| Title                                                   | Year | Artist                 | Album              | Notes                                                              |
| ------------------------------------------------------- | ---- | ---------------------- | ------------------ | ------------------------------------------------------------------ |
| «Don’t Go» (가지마; Gajima)                             | 2011 | Jun. K & Lim Jeong-hee | Dream High OST     |                                                                    |
| «Sunshine» (with Jun. K)                                | 2011 | Kan Mi-youn            | Watch              |                                                                    |
| «Hot»                                                   | 2011 | 2PM                    | Hands Up           |                                                                    |
| «Alive»                                                 | 2011 | Jun. K                 | Non-album single   |                                                                    |
| «Even When We’re Apart» (離れていても; Hanarete ite mo) | 2011 | 2PM                    | Republic of 2PM    |                                                                    |
| «No Goodbyes»                                           | 2012 | One Day (2PM & 2AM)    | One Day            |                                                                    |
| «DJ Got Me Goin' Crazy» (featuring Jun. K)              | 2012 | Jang Wooyoung          | 23, Male, Single   |                                                                    |
| «Always» (featuring Jun. K)                             | 2012 | Baek A-yeon            | I’m Baek           |                                                                    |
| «Sunshine»                                              | 2012 | Jun. K                 | My Little Hero OST |                                                                    |
| «True Swag»                                             | 2013 | Jun. K                 | Legend of 2PM      |                                                                    |
| «Game Over»                                             | 2013 | 2PM                    | Grown              |                                                                    |
| «Suddenly» (문득; Mundeuk)                              | 2013 | 2PM                    | Grown              | Korean version of «Even When We’re Apart»                          |
| «True Swag»                                             | 2013 | Jun. K                 | Grown              | Grand Edition (disc 2); Korean version                             |
| «Falling in Love»                                       | 2014 | 2PM                    | Genesis of 2PM     | Originally released as the B-side of the 2PM single «Give Me Love» |
| «So Wonderful»                                          | 2014 | Nichkhun               | Genesis of 2PM     | Limited Edition B bonus track (disc 2)                             |
| «Love & Hate»                                           | 2014 | Jun. K                 | Love & Hate        |                                                                    |
| «No Music No Life» (featuring Ai)                       | 2014 | Jun. K                 | Love & Hate        |                                                                    |
| «With You»                                              | 2014 | Jun. K                 | Love & Hate        |                                                                    |
| «Mr. Doctor»                                            | 2014 | Jun. K                 | Love & Hate        |                                                                    |
| «Real Love» (featuring Lang Lang)                       | 2014 | Jun. K                 | Love & Hate        |                                                                    |
| «No Love»                                               | 2014 | Jun. K                 | Love & Hate        | Limited Edition B bonus track                                      |
| «True Swag Part 2» (featuring Simon)                    | 2014 | Jun. K                 | Love & Hate        | Limited Edition B bonus track                                      |
| «Writing a Letter» (手紙を書く; Tegami wo Kaku)         | 2014 | Jun. K                 | Love & Hate        | Limited Edition B bonus track                                      |
| «Go Crazy!» (미친 거 아니야?; Michin geo Aniya?)        | 2014 | 2PM                    | Go Crazy!          |                                                                    |
| «Goodbye Trip» (이별 여행; Ibyeol Yeohaeng)             | 2014 | 2PM                    | Go Crazy!          |                                                                    |
| «Superman»                                              | 2014 | Jun. K & Wooyoung      | Go Crazy!          | Grand Edition (disc 2)                                             |
| «Brodia» (ブローディア; Burōdia)                        | 2014 | Tomohisa Yamashita     | You                |                                                                    |
| «So Lucky»                                              | 2014 | Got7                   | Around the World   |                                                                    |
| «Go Crazy!» (ミダレテミナ; Midaretemina)                | 2015 | 2PM                    | 2PM of 2PM         | Japanese version                                                   |
| «Sexy Ladies»                                           | 2015 | 2PM                    | 2PM of 2PM         |                                                                    |
| «Work Hard Play Hard»                                   | 2015 | Jun. K                 | 2PM of 2PM         | Limited Edition B bonus track (disc 2)                             |
| «My House» (우리집; Urijib)                             | 2015 | 2PM                    | No.5               |                                                                    |
| «Not the Only One» (너만의 남자; Neomanui Namja)        | 2015 | 2PM                    | No.5               |                                                                    |
| «Higher»                                                | 2015 | 2PM                    | Higher             |                                                                    |
| «Love Letter»                                           | 2015 | Jun. K                 | Love Letter        |                                                                    |
| «Better Man»                                            | 2015 | Jun. K                 | Love Letter        |                                                                    |
| «Good Morning»                                          | 2015 | Jun. K                 | Love Letter        |                                                                    |
| «Walking on the Moon»                                   | 2015 | Jun. K                 | Love Letter        |                                                                    |
| «Hold Me Tight»                                         | 2015 | Jun. K                 | Love Letter        |                                                                    |
| «Sorry»                                                 | 2015 | Jun. K                 | Love Letter        | Limited Edition B bonus tracks                                     |
| «Love Game»                                             | 2015 | Jun. K                 | Love Letter        | Limited Edition B bonus tracks                                     |
| «Everest»                                               | 2015 | Jun. K                 | Love Letter        | Limited Edition B bonus tracks                                     |
| «50 50»                                                 | 2016 | Jun. K & Taecyeon      | Galaxy of 2PM      | Limited Edition B bonus track                                      |
| «Mr. NO♡»                                               | 2016 | Jun. K                 | Mr. NO♡            |                                                                    |
| «Think About You»                                       | 2016 | Jun. K                 | Mr. NO♡            |                                                                    |
| «Better Man»                                            | 2016 | Jun. K                 | Mr. NO♡            |                                                                    |
| «Young Forever»                                         | 2016 | Jun. K                 | Mr. NO♡            |                                                                    |
| «Surfing»                                               | 2016 | Jun. K                 | Mr. NO♡            |                                                                    |
| «My House» (solo version)                               | 2016 | Jun. K                 | Mr. NO♡            |                                                                    |
| «Don’t Go» (featuring Baek Ayeon)                       | 2016 | Jun. K                 | Mr. NO♡            |                                                                    |
| «No Love Part 2» (featuring San E)                      | 2016 | Jun. K                 | Mr. NO♡            |                                                                    |
| «No Shadow»                                             | 2016 | Jun. K                 | No Shadow          | Limited Edition B bonus tracks                                     |
| «Mary Poppins»                                          | 2016 | Jun. K                 | No Shadow          | Limited Edition B bonus tracks                                     |
| «Phone Call»                                            | 2016 | Jun. K                 | No Shadow          | Limited Edition B bonus tracks                                     |
| «Mr. NO♡ -Japanese ver.»                                | 2016 | Jun. K                 | No Shadow          | Limited Edition B bonus tracks                                     |
| «Think About You -Japanese ver.»                        | 2016 | Jun. K                 | No Shadow          | Limited Edition B bonus tracks                                     |
| «Lost Boy»                                              | 2016 | Jun. K                 | No Shadow          | Limited Edition B bonus tracks                                     |
| «Young Forever -Japanese ver.-»                         | 2016 | Jun. K                 | No Shadow          | Limited Edition B bonus tracks                                     |
| «50 50 (Album ver.)»                                    | 2016 | Jun. K                 | No Shadow          | Limited Edition B bonus tracks                                     |

## Фильмография

### Реалити-шоу
| Год  | Название                  | Канал | Эпизод № | Официальный выпуск | Официальный выпуск |
| Год  | Название                  | Канал | Эпизод № | Первый             | Следующий          |
| ---- | ------------------------- | ----- | -------- | ------------------ | ------------------ |
| 2008 | «Горячая Кровь»           | Mnet  | 10       | 10 октября         | 8 ноября           |
| 2008 | «Армия Айдолов» (3 сезон) | MBC   | 17       | 4 декабря          | 26 марта           |
| 2009 | «Дикий Кролик»            | Mnet  | 7        | 21 июля            | 21 августа         |
| 2011 | «2PM Show!»               | SBS   | 12       | 9 июля             | 24 сентября        |
| 2012 | «Романтика и Айдол»       | tvN   | 8        | 11 ноября          | 3 декабря          |
| 2013 | «Песня для тебя от 2PM»   | KBS 2 | 15       | 17 февраля         | 24 мая             |
| 2015 | «Oven Radio»              | 1theK | 5        | 14 июня            | 18 июня            |

### Телевидение
| Год        | Название                         | Заметки                                   |
| ---------- | -------------------------------- | ----------------------------------------- |
| 2011       | Бессмертные Песни 2              |                                           |
| 2012       | Бессмертные Песни 25             | Специальный выпуск                        |
| 2013       | Бесконечный спор                 | Эпизод 341                                |
| 2014       | Бессмертный Песни 2              |                                           |
| 2014       | Привет, Контроллер               | Гость с Тэкеном и Военом                  |
| 2014       | Entertainment Weekly             | Гость с 2PM                               |
| 2014, 2015 | Бегущий Человек                  | Гость с 2PM                               |
| 2016       | Певец в Маске                    | Эпизод 43 и 44 («Dream Of The Square»)    |
| 2016       | Я Могу Видеть Твой Голос 3 сезон | Эпизод 9 (с Никкуном и Чан У Ёном из 2PM) |
| 2016       | Привет, Контроллер               | Эпизод 289                                |
| 2016       | Проблематичный Мужчина           | Эпизод 78                                 |
| 2016       | Фестиваль дуэтов                 | Эпизод 27 и 28 (с Ли Ю Чжонгом)           |

### Муз-театры
| Год       | Название         | Роль      | Заметки      |
| --------- | ---------------- | --------- | ------------ |
| 2013-2014 | Три Мушкетера    | Дартаньян | Ведущая Роль |
| 2013      | Джек Потрошитель | Даниель   | Ведущая Роль |

### Музыкальные видеоклипы
| Год  | Название                             | Официальное видео на YouTube |
| ---- | ------------------------------------ | ---------------------------- |
| 2011 | «Alive»                              | Alive                        |
| 2014 | «Love & Hate»                        | Love & Hate                  |
| 2014 | «True Swag Part 2» (featuring Simon) | True Swag                    |
| 2014 | «No Love» (Japanese ver.)            | N/A                          |
| 2014 | «No Love» (Korean ver.)              | No Love                      |
| 2015 | «Love Letter» (Japanese ver.)        | Love Letter                  |
| 2015 | «Everest»                            | Everest                      |
| 2015 | «Love Letter» (Korean ver.)          | Love Letter                  |
| 2016 | «THINK ABOUT YOU»                    | Think About You              |
| 2016 | «YOUNG FOREVER»                      | Young Forever                |